# Festival Internacional de Cine de Cannes de 1992
El 45.º Festival de Cannes se desarrolló entre el 7 y el 18 de mayo de 1992. La Palma de Oro fue para Las mejores intenciones de Bille August y el Gran Premio del Jurado para Ladrón de niños de Gianni Amelio, que también recibió el premio FIPRESCI. Por su parte, Robert Altman y Tim Robbins recibieron respectivamente el los premios al Mejor Director y al Mejor Actor por The Player, mientras que el de la Mejor Actriz correspondió a Pernilla August por Las mejores intenciones. 
El festival se abrió con Instinto básico, dirigida por Paul Verhoeven y se cerró con Un horizonte muy lejano, dirigida por Ron Howard.

## Jurado

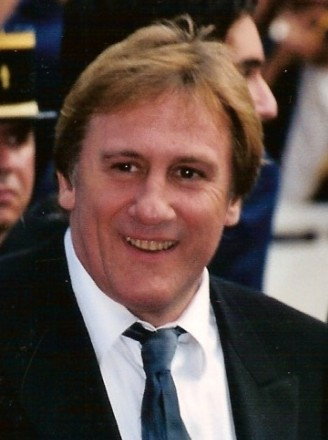
Gérard Depardieu, President del jurat

Las siguientes personas fueron nombradas para formar parte del jurado de la competición principal en la edición de 1992:
- Gérard Depardieu, presidente, Francia.
- John Boorman, Reino Unido.
- Carlo Di Palma, Italia.
- Jamie Lee Curtis, Estados Unidos.
- Joële Van Effenterre, Francia.
- Lester James Peries, Sri Lanka.
- Nana Djordjadze, Rusia.
- Pedro Almodóvar, España.
- René Cleitman, Francia.
- Serge Toubiana, Francia.

### Caméra d'Or
Las siguientes personas fueron nombradas para formar parte del jurado de la Caméra d'Or de 1992:
- André Delvaux (director) (Bélgica) President
- David Meeker (delegado extranjero) (U.K.)
- Gérard Mordillat (director) (Francia)
- Gian Piero Brunetta (periodista) (Italia)
- Joao Lopes (periodista) (Portugal)
- Olivier Bauer (actor) (Francia)
- Pierre Favre (crítico) (Francia)
- Richard Hasselmann (cinéfilo) (Francia)

## Selección oficial

### En competición – películas
Las siguientes películas compitieron por la Palma d'Or:
- Una extraña entre nosotros de Sidney Lumet
- Au pays des Juliets de Mehdi Charef
- Instinto básico de Paul Verhoeven

- Crush de Alison Maclean

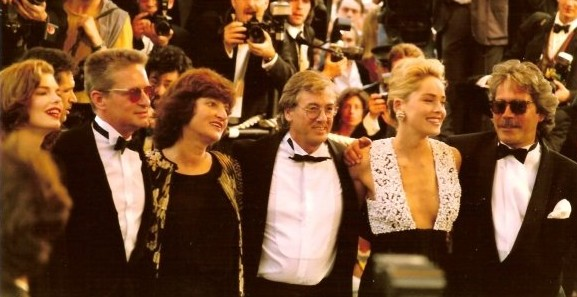
El elenco de Instinto básico

- Las mejores intenciones de Bille August
- El sol del membrillo de Víctor Erice
- El viaje de Fernando Solanas
- Howards End de James Ivory
- Hyènes de Djibril Diop Mambéty
- Ladrón de niños de Gianni Amelio
- L'oeil qui ment de Raúl Ruiz
- La sentinelle de Arnaud Desplechin
- Le retour de Casanova de Édouard Niermans
- Luna Park de Pavel Lungin
- Léolo de Jean-Claude Lauzon
- De ratones y hombres de Gary Sinise
- Una vida independiente de Vitali Kanevsky
- Simple Men de Hal Hartley
- The Long Day Closes de Terence Davies
- The Player de Robert Altman
- Twin Peaks: Fuego camina conmigo de David Lynch

## Un certain regard
Las siguientes películas fueron seleccionadas para competir en Un Certain Regard:
- A nyaraló de Can Togay.
- American Me de Edward James Olmos.
- Apfelbäume de Helma Sanders-Brahms.
- Averills Ankommen de Michael Schottenberg.
- Bad Lieutenant de Abel Ferrara.
- Being at Home with Claude de Jean Beaudin.
- Cousin Bobby de Jonathan Demme.
- Hochzaeitsnuecht de Pol Cruchten.
- Krystallines nyhtes de Tonia Marketaki.
- La memoria del agua de Héctor Fáver.
- Modern Crimes de Alejandro Agresti.
- Mon Desir de Nicky Marshall.
- Oxen de Sven Nykvist.
- Praga de Ian Sellar.
- Strictly Ballroom de Baz Luhrmann.
- Schastlivye dni de Aleksei Balabanov.
- Tchekiste  de Aleksandr Rogozhkin.
- Through an Open Window de Eric Mendelsohn
- Udju Azul di Yonta de Flora Gomes.
- Y la vida continúa de Abbas Kiarostami.

## Películas fuera de competición
Las siguientes películas fueron seleccionadas para ser proyectadas fuera de competición:
- Änglagård de Colin Nutley.
- La bella y la bestia de Gary Trousdale, Kirk Wise.
- Drengene fra Sankt Petri de Søren Kragh-Jacobsen.
- Un horizonte muy lejano de Ron Howard.
- Krigerens hjerte de Leidulv Risan.
- Le Batteur Du Boléro de Patrice Leconte.
- Balanţa de Lucian Pintilie.
- Map of the Human Heart de Vincent Ward.
- Opening Night de John Cassavetes.
- Otelo de Orson Welles.
- Pather Panchali de Satyajit Ray.
- Patrick Dewaere de Marc Esposito.
- Reservoir Dogs de Quentin Tarantino.
- Sarafina! de Darrell James Roodt.
- Svo á jörðu sem á himni de Kristín Jóhannesdóttir.

### Cortometrajes en competición
Los siguientes cortos compitieron para Palma de Oro al mejor cortometraje:
- Az út de Nikolai Ivanov Neikov
- Cheating, Inc. de William Lorton
- Daumier's Law de Geoff Dunbar
- L'échange de Vincent Pérez
- Encolure 42 de Willy Kempeneers
- Ghalb de Sa'ied Mojaveri
- Keine besonderen Vorkommnisse de Jürgen Schönhoff
- Le métro de Catherine Montondo
- No Problem de Craig Welch
- Omnibus de Sam Karmann
- A Passion Play de Tony Twigg
- La sensation de Manuel Poutte

## Secciones paralelas

### Semana Internacional de la Crítica
Las siguientes películas fueron seleccionadas para ser proyectadas para la 31.ª Semana de la Crítica (31e Semaine de la Critique):
Pel·lícules en competició
- Adorables mentiras de Gerardo Chijona (Cuba)
- Anmonaito no sasayaki wo kiita de Isao Yamada (Japón)
- Archipiélago de Pablo Perelman (Chile)
- Die flucht de David Rühm (Austria)
- The Grocer's Wife de John Pozer (Canadá)
- Ingalo de Asdis Thorrodsen (Islandia)
- C’est arrivé près de chez vous de Rémy Belvaux, André Bonzel, Benoît Poelvoorde (Bélgica)

Cortometrajes en competición
- Floating de Richard Heslop (Gran Bretaña)
- Home Stories de Matthias Müller (Alemania)
- Les Marionnettes de Marc Chevrie (Francia)
- Le Petit chat est mort de Fejria Deliba (Francia)
- Revolver de Chester Dent (Gran Bretaña)
- The Room de Jeff Balsmeyer (EE. UU.)
- Sprickan de Kristian Petri (Suecia)

### Quincena de Realizadores
Las siguientes películas fueron exhibidas en la Quincena de Realizadores de 1992 (Quinzaine des Réalizateurs):
- Am Ende der Nacht de Christoph Schaub
- Le Amiche del cuore de Michele Placido
- Ángel de fuego de Dana Rotberg
- Archipel de Pierre Granier-Deferre
- Baduk de Majid Majidi
- El vídeo de Benny de Nouri Bouzid
- Ciudadano Bob Roberts de Tim Robbins
- Les contes sauvages de Gérald Calderon, Jean-Charles Cuttoli
- Coupable d'innocence de Marcin Ziebinski
- Don Quijote de Orson Welles, Jesús Franco
- Dust of Angels de Hsu Hsiao-ming
- Eux de Levan Zakareichvili
- Hay que zurrar a Los Pobres de Santiago San Miguel
- Liebe auf den ersten blick de Rudolf Thome
- Lioubov de Valeri Todorovski
- Mac de John Turturro
- My New Gun de Stacy Cochran
- Otrazheniie V Zerkale de Svetlana Proskourina
- Le Petit Prince a dit de Christine Pascal
- Quelque part vers Conakry de Françoise Ebrard
- Sans un cri de Jeanne Labrune
- Vagabond de Ann Le Monnier
- Warszawa de Janusz Kijowski

Cortometrajes
- L'autre Célia de Irène Jouannet
- F.X. Messerschmidt sculpteur (1736-1783) de Marino Vagliano
- Juliette de Didier Bivel
- Le Trou de la corneille de François Hanss
- Léa de Christophe Debuisne
- Pilotes de Olivier Zagar
- Versailles Rive Gauche de Bruno Podalydès
- Voleur d'images de Bruno Victor-Pujebet

## Palmarés

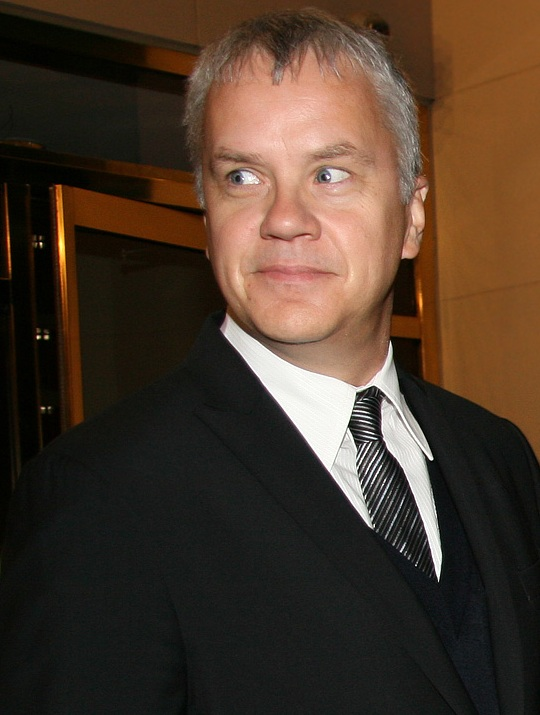
Tim Robbins, ganador del premio al Mejor Actor por su trabajo en The Player.

Los galardonados en les secciones oficiales de 1992 fueron:
- Palma de Oro: Las mejores intenciones de Bille August.
- Gran Premio del Jurado: Ladrón de niños de Gianni Amelio.
- Premio del Jurado:
  - El sol del membrillo de Víctor Erice
  - Una vida independiente de Vitali Kanevsky
- Mejor Actor: Tim Robbins por The Player
- Mejor Actriz: Pernilla August por Las mejores intenciones
- Mejor Director: Robert Altman por The Player
- Palma de Oro al mejor cortometraje: Omnibus de Sam Karmann
- Gran Premio Técnico: El viaje de Fernando Solanas
- Premio del 45° aniversario: Howards End de James Ivory
- Cámara de Oro: Mac de John Turturro
- Premio SACD:
  - Mejor cortometraje: The Room de Jeff Balsmeyer
  - Mejor largometraje: Ocurrió cerca de su casa de Rémy Belvaux, André Bonzel, Benoît Poelvoorde
- Premio Canal+: Floating de Richard Heslop
- Premio FIPRESCI: El sol del membrillo de Víctor Erice
- Premio del Jurado Ecuménico: Ladrón de niños de Gianni Amelio
- Premio del Jurado Ecuménico - Mención especial: 
  - Au pays des Juliets de Mehdi Charef
  - El viaje de Fernando Solanas
- Premio de la Juventud:
  - Película extranjera: Strictly Ballroom de Baz Luhrmann
  - Película francesa: Sans un cri de Jeanne Labrune
- Premio Especial de la Juventud: Ocurrió cerca de su casa  de Rémy Belvaux, André Bonzel, Benoît Poelvoorde

### Premios independentes
Premio FIPRESCI
- El sol del membrillo de Víctor Erice

Commission Supérieure Technique
- Gran Premi Técnico: Fernando Solanas (por la excelencia tècnica visual y aural) en El viaje

Jurado Ecuménico
- Premio del Jurado Ecuménico: Ladrón de niños (Il ladro di bambini) de Gianni Amelio
- Jurado Ecuménico – Mención especial:[11]
  - Au pays des Juliets de Mehdi Charef
  - El viaje de Fernando Solanas

Premio de la Juventud
- Película extranjera: Strictly Ballroom de Baz Luhrmann
- Película francesa: Sans un cri de Jeanne Labrune
- Premio especial de la juventud: C'est arrivé près de chez vous de Rémy Belvaux, André Bonzel, Benoît Poelvoorde

Premios en el marco de la Semana Internacional de la Crítica
- Premi SACD 
  - Mejor corto: The Room de Jeff Balsmeyer
  - Mejor película: C’est arrivé près de chez vous de Rémy Belvaux, André Bonzel, Benoît Poelvoorde
- Premio Canal+: Floating de Richard Heslop